# 田島寿一
田島 寿一（たじま としかず、1953年（昭和28年）4月22日 - ）は、日本の企業家。現在、株式会社TASAKI社長である。

## 略歴
昭和28年4月22日に東京都に出生。昭和53年に大学を卒業し、ジャーディンマセソン＆カンパニー（ジャパン）リミテッドに入社。グッチジャパン入社営業本部長などを務める。平成9年4月にクリスチャン・ディオールへと入社し、取締役営業本部長を務める。平成10年4月には、クリスチャン・ディオール代表取締役社長に就任。平成16年10月に、LVJグループ株式会社フェンディ ジャパン カンパニーの社長 兼 最高経営責任者（CEO）を務める。平成21年1月に田崎真珠（現・TASAKI）代表取締役社長に就任。

## 学歴
1978年 青山学院大学文学部 卒業

## 参照
1. ↑  田島寿一　田崎真珠【新社長2008年度】